# 테오도시우스 왕조
 테오도시우스 왕조 또는 테오도시우스 가문은 로마 제국, 비잔티움 제국, 서로마 제국의 황제를 배출한 왕조였다. 스페인 출신 가문으로 379년 그라티아누스 황제가 플라비우스 테오도시우스를 황제로 임명할 당시에는 잘 알려지지 않은 가문이었으나 이후 동서 로마 제국의 황제를 배출하였다. 서로마 제국에서는 455년 발렌티니아누스 3세의 죽음과 함께 왕조가 끝이 났으며, 동로마 제국은 마르키아누스 황제가 죽은 457년에 끝이 나고 레오 왕조로 대체된다.

## 동로마 제국 황제
- 테오도시우스 1세 (Flavius Theodosius) (379년 - 395년)
- 아르카디우스(Flavius Arcadius, 395년 ~408년)
- 테오도시우스 2세(Flavius Theodosius, 408년 ~ 450년)
- 마르키아누스(Flavius Marcianus, 450년 - 457년)

## 서로마 제국 황제
- 플라비우스 아우구스투스 호노리우스 (Flavius Augustus Honorius) (395년 - 423년)
  - 공동황제 콘스탄티우스 3세 (Flavius Constantius), (421년)
  - 찬탈자 요한네스 (Ioannes) (423년 - 425년)
- 발렌티니아누스 3세 (Placidus Valentinianus) (425년 - 455년)

## 사진 자료

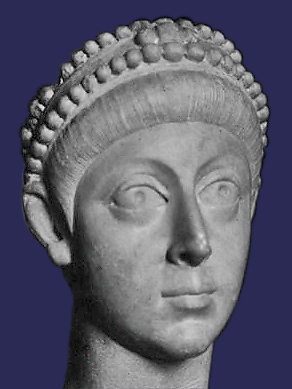
아르카디우스
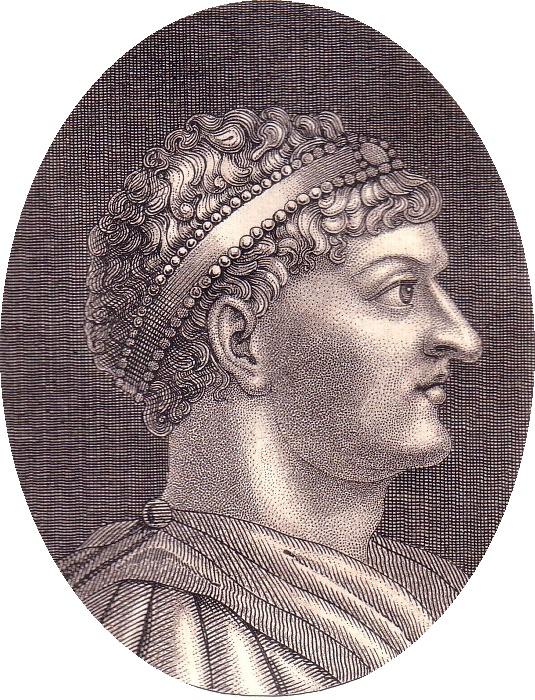
19세기에 그려진 호노리우스의 초상
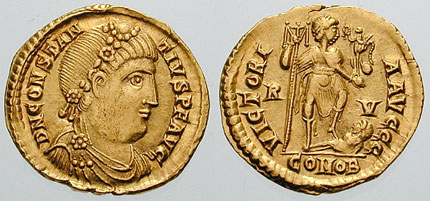
콘스탄티우스 3세가 그려진 솔리두스 금화
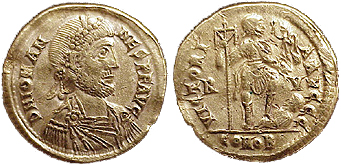
찬탈자 요한네스가 그려진 솔리두스화
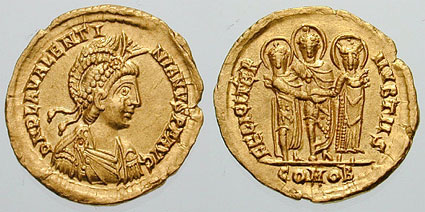
발렌티니아누스 3세가 그려진 솔리두스 금화

## 같이 보기
- 테오도시우스 왕조 치하의 동로마 제국